# Impeachment Dilmy Rousseff

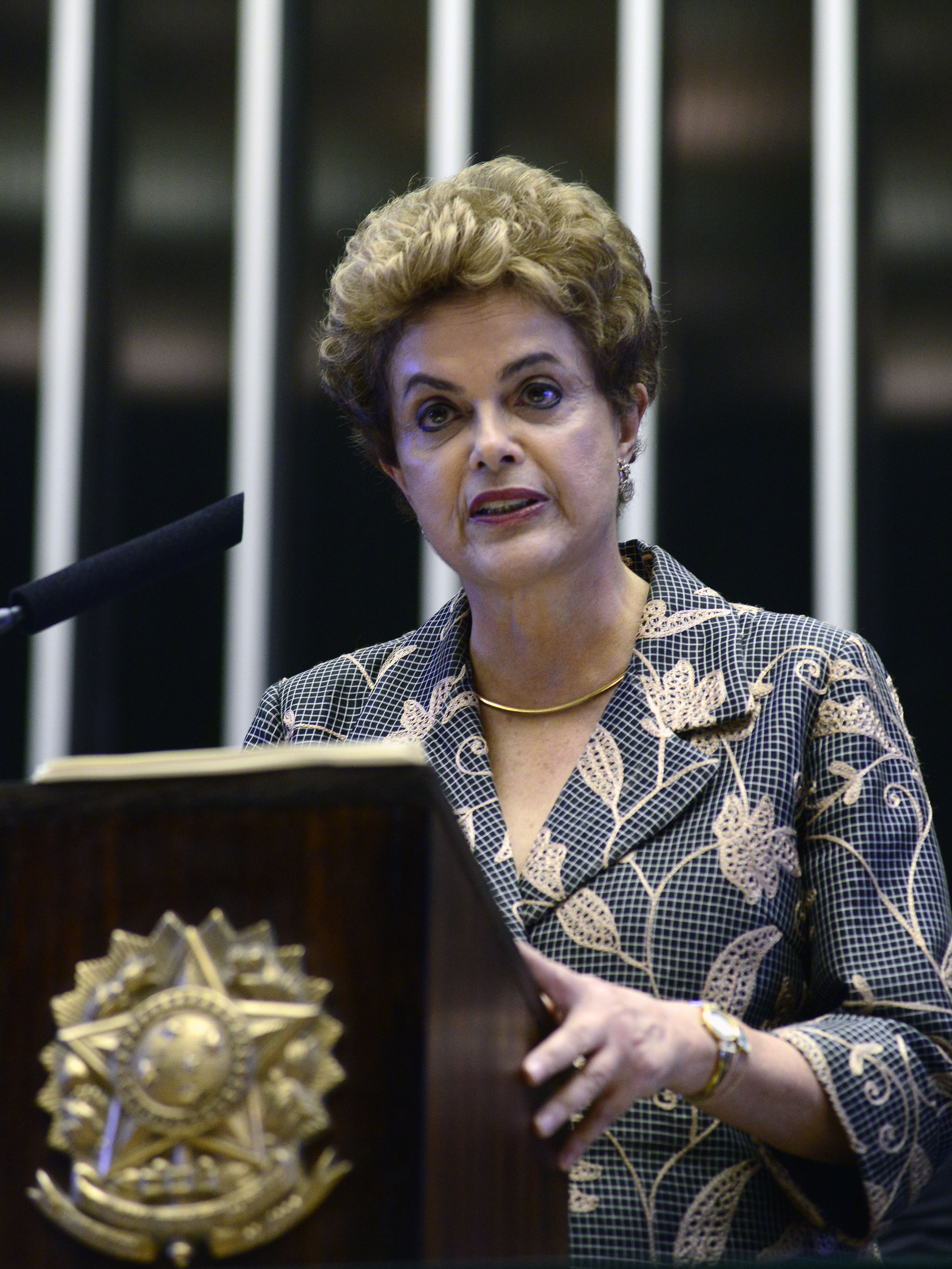
Dilma Rousseff przed brazylijskim Kongresem w 2016 roku

Proces impeachmentu Dilmy Rousseff, 36. prezydent Brazylii rozpoczął się 2 grudnia 2015 roku, a zakończył się 31 sierpnia 2016 roku odwołaniem prezydent ze stanowiska. Nowym prezydentem został dotychczasowy wiceprezydent Michel Temer, pełniący obowiązki głowy państwa od 12 maja 2016, czyli od momentu gdy Rousseff została zawieszona przez Senat.
Proces impeachmentu zaczął się w chwili gdy przewodniczący Izby Deputowanych Eduardo Cunha zaakceptował wniosek o wszczęcie procedury odwołania Dilmy, złożony przez emerytowanego prawnika Hélio Bicudo oraz poparty przez adwokatów Miguela Reale Júniora i Janaínę Pascoal.
Podstawą wniosku było oskarżenie Rousseff o naruszenie prawa administracyjnego i podatkowego, co stanowiło złamanie brazylijskiej konstytucji. Głównym zarzutem przeciwko Rousseff było zastosowanie tzw. “pedaladas fiscais”, czyli opóźnienia w przekazywaniu środków dla banków z budżetu państwa, co pozwala czasowo zmniejszyć deficyt budżetowy. Innymi słowy, bez wiedzy Kongresu, prezydent ukrywała faktyczny stan budżetu przy pomocy pieniędzy należnych bankom.
Wniosek o impeachment zawierał też zarzuty, jakoby Rousseff nie reagowała na informacje o korupcji w Petrobrasie, która jest celem operacji Lava Jato. Podczas dokonywania aktów korupcji, Rousseff była członkiem zarządu firmy. Jednak jej osobiście nie zarzucano przyjmowania łapówek.
Po zatwierdzeniu wniosku o impeachment, w Izbie Deputowanych utworzono specjalną komisję zajmującą się tą sprawą. Najpierw przesłuchano autorów wniosku, a następnie Rousseff mogła przedstawić swoją linię obrony. Potem zarządzono głosowanie wśród członków komisji, a głosy rozłożyły się niekorzystnie dla pani prezydent (38 głosów za jej odwołaniem, 27 głosów przeciw). 17 kwietnia 2016 roku głosowanie odbyło się w pełnym składzie Izby Deputowanych. Głosów za odwołaniem Rousseff było 367, a przeciwnych 137.
W dalszej kolejności, sprawą impeachmentu zajął się Senat, gdzie również powołano specjalną komisję, która poparła wniosek o odwołaniu Rousseff stosunkiem głosów 15 do 5.
12 maja 2016 roku Senat w pełnym składzie przegłosował tymczasowe zawieszenie Rousseff na 3 miesiące. 55 senatorów poparło wniosek, a przeciw było 22. Od tego dnia wiceprezydent Michel Temer zaczął pełnić obowiązku prezydenta Brazylii. 31 sierpnia 2016 roku Senat przeprowadził ostateczne głosowanie nad wnioskiem o impeachment, w wyniku którego 61 senatorów opowiedziało się za jej odwołaniem, a przeciwko było 20.

## Wydarzenia poprzedzające

### “Pedaladas fiscais” i korupcja w Petrobrasie
“Pedaladas fiscais” to termin, jakiego prasa w Brazylii zaczęła używać na określenie ukrywania rzeczywistego stanu budżetu państwa, co w przypadku Rousseff polegało na tym, że zwlekała z przekazaniem prywatnym i publicznym bankom środków na programy socjalne, takie jak na przykład Bolsa Família. W ten sposób rząd prezentował nieprawdziwy stan finansów publicznych państwa, ponieważ programy zostały zasilone pieniędzmi, które jednak nie wyszły z budżetu.
Trybunał Obrachunkowy jednogłośnie uznał to za formę nielegalnej pożyczki od banków, co było niezgodne z prawem podatkowym.
Innym zarzutem wysuniętym przeciwko Rousseff był brak przeciwdziałania systemowi korupcji w firmie Petrobras, gdzie była szefową rady nadzorczej w latach 2003-2010. Petrobras jest przedmiotem dochodzenia Lava Jato, które zajmuje się największą aferą korupcyjną w historii Brazylii. W aferę zamieszani są politycy wszystkich partii, a także dyrektorzy z Petrobrasu i firm z nią współpracujących, takich jak firma budowlana Odebrecht. Rousseff nie postawiono żadnych korupcyjnych zarzutów, jednak oskarża się ją o to, że wiedziała o procederze i nie zrobiła nic, żeby mu zapobiec.

## Kontekst polityczny
Dilma Rousseff została wybrana na drugą 4-letnią kadencję w 2014 roku, zdobywając 51,64% głosów. Jej konkurent Aécio Neves uzyskał 48,36%.
1 stycznia 2015 roku została zaprzysiężona na stanowisko prezydenta, a wiceprezydentem został ponownie Michel Temer.
Początek drugiej kadencji jej rządów miał miejsce w czasie kryzysu gospodarczego, który dotknął Brazylię. Trwał też kryzys polityczny, którego dużą częścią była afera Petrobrasu. Poparcie dla Rousseff znacząco spadło, a według badania Ibope (Brazylijski Instytut Badania Opinii Publicznej) w lipcu 2015 roku popierało ją zaledwie 9%, a negatywne zdanie na temat jej rządów miało 68% Brazylijczyków.
Tymczasem przewodniczący Izby Deputowanych, Eduardo Cunha, stanął w obliczu utraty mandatu, gdy jego nazwisko zaczęło się pojawiać w kontekście afery korupcyjnej Petrobrasu. Śledczy Lava Jato podejrzewali go o przyjmowanie łapówek oraz o posiadanie ukrytych kont w Szwajcarii. Komisja Etyki wszczęła postępowanie przeciwko Cunhii. On jednak próbował dogadywać się z deputowanymi rządzącej partii PT (Partido dos Trabalhadores - Partia Pracujących), aby postępowanie zostało umorzone. Kiedy rozmowy zakończyły się fiaskiem, Eduardo Cunha przyjął złożony wcześniej przez Hélio Bicudo wniosek o rozpoczęcie procesu impeachmentu Rousseff. Cunha zaprzeczył, że miały miejsce jakiekolwiek negocjacje w sprawie umorzenia postępowania przez Komisją Etyki. Twierdził, że jedynym powodem przyjęcia wniosku o impeachment było to, że Rousseff złamała prawo podatkowe i działała bez wiedzy i zgody Kongresu.
Dilma Rousseff oświadczyła, że jest niewinna, a jednocześnie zaprzeczyła, żeby odbywały się negocjacje z Cunhą w sprawie postępowania w Komisji Etyki w zamian za niewszczynanie procesu impeachmentu.

## Przebieg procesu impeachmentu

### Izba Deputowanych
Od 2012 roku na ręce przewodniczącego Izby Deputowanych złożono 37 wniosków o wszczęcie procesu impeachmentu Dilmy Rousseff. 23 zostały oddalone bez procedowania, a jednemu z pozostałych 14 mógł być nadany bieg prawny. 2 grudnia 2015 roku Eduardo Cunha zatwierdził jeden z wniosków i w ten sposób rozpoczął się proces impeachmentu.
Proces zaczął się od powołania 65-osobowej komisji specjalnej, złożonej z przedstawicieli wszystkich partii, która wysłuchała zeznań oskarżenia, a następnie obrony. 11 kwietnia 2016 roku członkowie komisji zagłosowali za kontynuowaniem procesu impeachmentu, stosunkiem głosów 38 do 27.
17 kwietnia 2016 roku odbyło się głosowanie Izby Deputowanych w pełnym składzie i wtedy również nie zakończono procesu impeachmentu, lecz trafił on do dalszego procedowania. Przeciwko Rousseff było 367 deputowanych, a popierało ją 137.

### Senat
Senacka komisja specjalna ds. impeachmentu liczyła 21 członków mianowanych i 21 uzupełniających. 6 maja 2016 roku komisja przegłosowała dalsze procedowanie wniosku o odwołanie Rousseff stosunkiem głosów 15 do 5. Następnie, po 20-godzinnej sesji, 12 maja 2016 roku odbyło się głosowanie wszystkich senatorów i ono również było dla Rousseff niekorzystne. Przeciwko niej było 55 senatorów, a poparło ją 22.
W rezultacie tej decyzji Senatu, Dilma Rousseff została zawieszona w pełnieniu obowiązków na okres do 180 dni, podczas których miał odbyć się jej proces, a po jego zakończeniu ostateczne głosowanie w Senacie, od którego zależało jej dalsze pozostawanie na stanowisku prezydenta. Obowiązki prezydenta objął na ten czas Michel Temer, dotychczasowy wiceprezydent.